# Хосе де Рібас
Хосе́ (Хосе́п) де Рíбас і Бойонс (кат. Josep de Ribas i Boyons, ісп. José de Ribas y Boyons; італ. Giuseppe de Ribas y Boyons; у зросійщеному варіанті — О́сип Миха́йлович Деріба́с); 13 (24) вересня 1751, Неаполь, Неаполітанське королівство — 2 (14) грудня 1800, Санкт-Петербург, Російська імперія) — перший градоначальник Одеси, російський адмірал (1799).

## Біографія

### Перші роки
Батько Хосе — барселонець Мігель де Рібас і Бойонс зі знатного Іспанського роду, який дослужився в Неаполітанському королівстві до звання маршала (пом. 1774), мати — Маргарет Пленкетт  зі «шляхетного ірландського роду Дунканів». Дата народження Жозепа точно невідома. Історики сходилися на тому, що він народився в період між 1749 і 1754. Енциклопедія «Вітчизняна історія» наводить дату 6 червня 1749 року. Сучасні історики, за сукупністю всіх наявних даних, приходять до висновку, що днем його народження слід вважати дату, яку відзначали в сім'ї де Рібас, про що свідчать знайдені сімейні документи — 13 (24) вересня 1751 року. Хосе був добре освічений, знав шість мов. Ще в дитинстві він був зарахований до неаполітанської гвардії — т. зв. Самнітський піхотний полк в чині підпоручика.

### Російсько-османська війна (1768—1774)
У другій половині 1769 року познайомився з командувачем російської експедиції Балтійського флоту в Середземному морі — графом Олексієм Орловим під час перебування останнього в Ліворно. Олексій Орлов, який опікувався постачанням і укомплектуванням екіпажів російських кораблів після їхнього виснажливого плавання навколо Європи, запропонував молодій людині перейти на російську службу. Хосе погодився і був прийнятий у волонтери флоту. Можливо, саме тоді він вперше збільшив свій юний вік, що згодом і призвело до плутанини з його датою народження.
26 червня (7 липня) 1770 брав участь в російсько-османській війні 1768-1774 років, зокрема в  Чесменській битві. Був членом команди одного з чотирьох брандерів, які підпалили і знищили османський флот. Під час стоянки російського флоту в Ліворно після Чесменської битви Олексій Орлов давав де Рібасу різноманітні доручення кур'єрського та дипломатичного характеру. Сприяв встановленню дипломатичних відносин між Неаполітанським королівством і Російською імперією, за що отримав чин майора неаполітанських військ.
Наприкінці 1771 року вперше відвідав Петербург з дорученням від О. Орлова. Повернувся до Ліворно на початку 1772 року з дорученням для Орлова від Катерини II і Григорія Орлова — повернути до Російської імперії їхнього позашлюбного сина 10-річного Олексія Бобринського, який навчався в пансіоні в Лейпцизі. Олексій Орлов доручив це завдання де Рібасу. У супроводі Хосе Олексій Бобринський прибув до Ліворно, де пробув до початку 1774 року і лише потім відбув до Петербургу. За цей час де Рібас здружився з хлопчиком.
Виконуючи таке особливе доручення, де Рібас опинився в Петербурзі, де 9 (20) березня 1774 прийнятий на дійсну російську військову службу в чині капітана під російським ім'ям Йосип (або Осип) Михайлович.
На цей час у Катерини II вже з'явився новий фаворит — Григорій Потьомкін, тому рекомендаційні листи від Олексія Орлова вже не могли справити належного враження в Петербурзі. Де Рібас вирушив на південь у війська Петра Румянцева — на російсько-османську війну. 10 (21) червня 1774 брав участь в битві при Козлуджи. У липні цього ж року брав участь у боях у Енкі-Базару і Буланіка.

### Перебування в Петербурзі

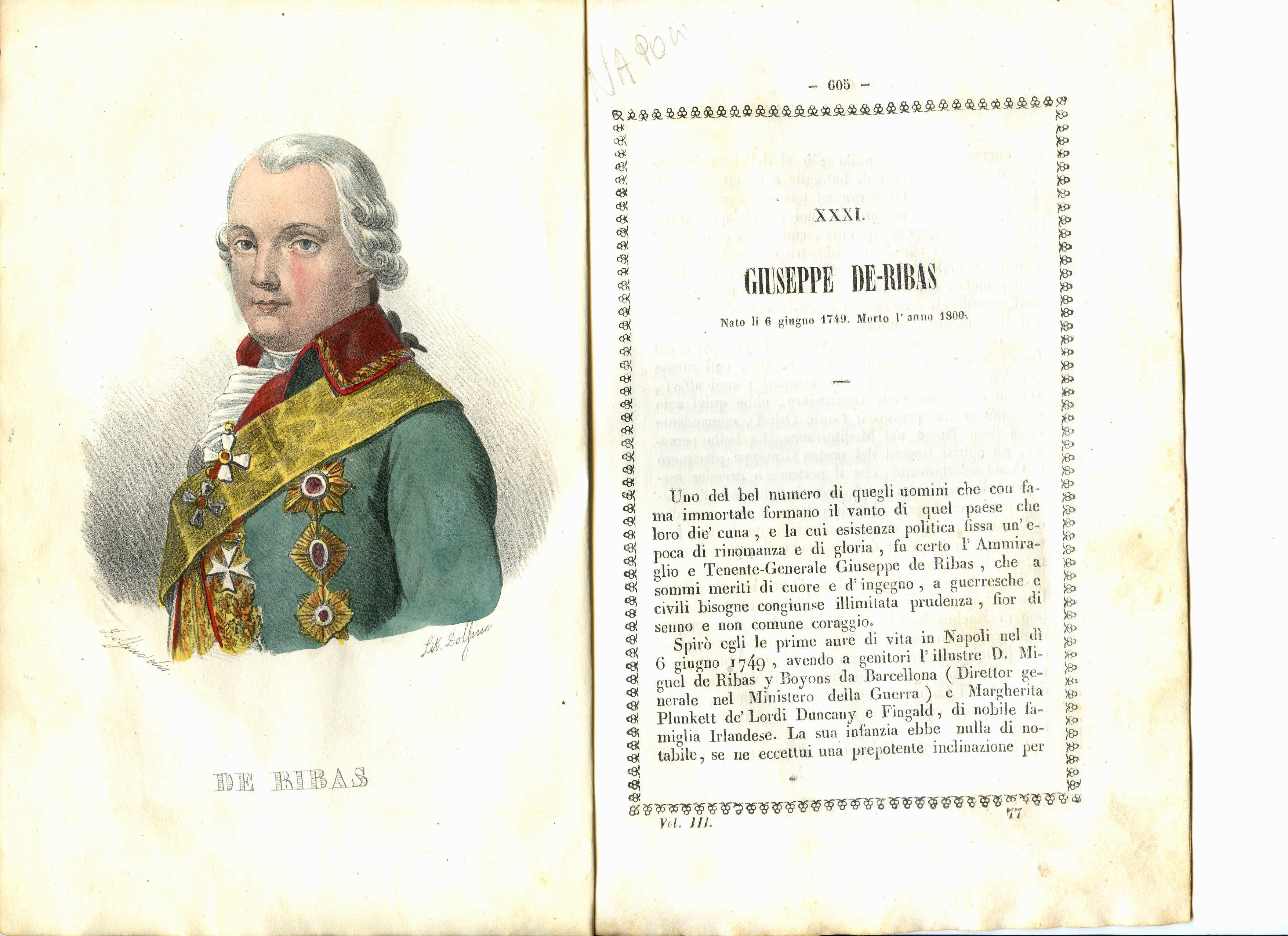
Сторінка з італійської книги 1841 «Знамениті люди всіх часів і народів» з літографічним портретом де Рібаса та статтею, присвяченій йому

По завершенні цієї війни відправився у відпустку до себе на Батьківщину, де в серпні 1774 року він знову зустрівся з Олексієм Орловим. Орлов, зайнятий пошуками княжни Тараканової, вирішив повторно скористатися послугами Йосипа і доручив йому знайти авантюристку. Виконуючи доручення, де Рібас побував у багатьох містах Апеннінського півострова, але Тараканову вистежили і заманили до пастки вже без нього — наприкінці 1774 року викликаний до Петербурга на службу вихователем у шляхетний кадетський корпус, на навчання в який був відданий Олексій Бобринський. Це призначення було викликано тим, що де Рібас вже був посвячений в таємницю походження Бобринського і успішно виконував подібні делікатні доручення в минулому.
Відносини між Бобринським і де Рібасом до цього часу охололи. З відвертого щоденника Бобринського видно, що він розчарувався у своєму вихователеві, який вів розгульний спосіб життя, одночасно вимагаючи від кадетів високоморальної поведінки.
Тоді ж де Рібас познайомився з іншою людиною, яка вплинула на його подальшу кар'єру — Іваном Бецьким. Той був президентом Імператорської Академії мистецтв та піклувальником всіх навчальних закладів Російської імперії (себто, і шляхетного корпусу). Крім того, згідно з розпорядженням імператриці, він був опікуном Олексія Бобринського.

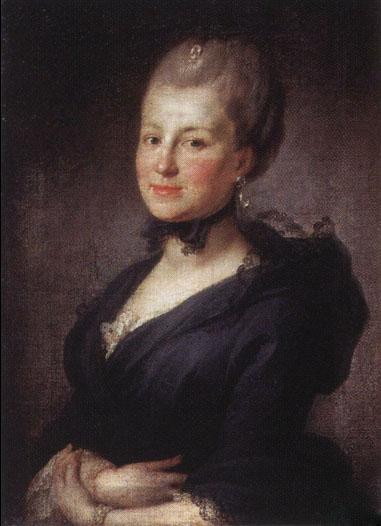
Анастасія Соколова (у шлюбі Дерібас)

Служба в шляхетному корпусі та особливе становище вихователя позашлюбного сина імператриці відкрили де Рібасу двері до імператорського двору. 21 квітня (1 травня) 1776 отримав звання майора.
27 травня (7 червня) 1776 одружився з Анастасією Іванівною Соколовою, камер-фрейліною імператриці та позашлюбною дочкою Івана Бецького. 2 (13) лютого 1777 У де Рібаса народився позашлюбний син Йосип Сабір (ім'я «Рібас» навпаки), а вже в травні того ж року народилася донька Софія.
21 серпня (1 вересня) 1779 імператриця Катерина нагородила де Рібаса одним з двох переданих їй Великим Магістром Мальтійського ордену орденів Суверенного військового Ордену Госпітальєрів Святого Івана Єрусалимського, лицарів Родосу і Мальти, а 22 вересня (3 жовтня) 1779 року він отримав звання підполковника. У жовтні того ж року в нього народилася друга дочка — Катерина, названа так на честь імператриці, яка навіть приймала її пологи як повитуха.
У 1782 році кадет Бобринський закінчив навчання в шляхетному корпусі, закінчилася й виховна робота де Рібаса. Він відправився у відпустку на батьківщину, з якої повернувся на початку 1783 року, відвідавши багато європейських країн.

### Російсько-османська війна (1787—1792)
Навесні 1783 року вирушив на південь у розпорядження Григорія Потьомкіна, маючи при собі власноруч написаний план реформи чорноморського флоту. Потьомкін звернув увагу на діяльного офіцера і залишив його при собі. У цей час де Рібас виконував особисті доручення Потьомкіна.
Брав участь у так званих мирних походах на Крим під командою Антона де Бальмена, внаслідок яких Крим був приєднаний до Російської імперії.
22 травня (2 червня) 1785 призначений командиром Маріупольського легкокінного полку і перейменований в армійські полковники. Полк входив до Кременчуцької дивізії (а вона, в свою чергу, в Катеринославську армію), якою з 1786 року командував Олександр Суворов. Хоча де Рібас перебував переважно при штабі Потьомкіна черговим бригадиром, між ним і Суворовим встановилися багаторічні приятельські відносини, що підтверджується їхніми численними листами.
У першій половині 1787 року підвищений до чину бригадира. 12 (23) вересня 1787 почалася війна з Османською імперією, яка прагнула повернути собі Крим, визнати Грузію своїм васалом і контролювати російські судна в Чорноморських протоках. Одним з найперших завдань османської армії було знищення російського флоту і головної кораблебудівної корабельні в Херсоні. Де Рібасу доручено командувати маленькою флотилією канонерських човнів. Це були безпалубні веслові (на 10-14 весел) баркаси, озброєння яких полягало в єдиній носовій гарматі. Влітку 1788 року, в спробі прорватися до верфі, османський флот увійшов до Дніпровського лиману — почався так званий «лиманський бій». Попри хворобу (напад гострої ревматичної гарячки), 7 (18) червня 1788 де Рібас досить діяльно командував своєю флотилією. Османський флот на лимані був розгромлений, а за цю перемогу де Рібас 23 червня (4 липня) 1788 нагороджений орденом Св. Володимира 3-го ступеня.
7 (18) листопада 1788 де Рібас відзначився при взятті укріпленого острова Березань, коли його канонерські баркаси підтримали своїм вогнем десант чорноморських козаків, чим забезпечили успіх справи. Захоплення острова забезпечило повну блокаду Очакова, що дозволило незабаром захопити його, завершивши багатомісячну важку облогу. Після цього у кампанії настала зимова пауза, і де Рібас у почті Потьомкіна відбув до Петербурга, де «підкорювачів Очакова» очікували небувалі урочистості, а на початку 1789 року підвищений в генерал-майори.
Однією зі складових загального успіху війни було досягнення панування на морі. Російський Чорноморський вітрильний флот (Севастопольський) базувався в Криму, але його морські кораблі з великою осадкою не могли вести бойові дії в мілководній прибережній смузі, гирлах річок і лиманах. Російський галерний (гребний флот) тільки будувався на корабельнях біля Херсона і не міг на рівних битися з численним османським гребним флотом. Де Рібасу прийшла думка підняти затоплені в боях торішньої кампанії османські галери і лансони, яка була схвалена Потьомкіним, а на практиці доручена чорноморським козакам. Ідея виявилася реалістичною і чорноморський гребний флот швидко поповнювався османськими суднами, піднятими з дна лиманів.
Наприкінці липня того ж року Потьомкін призначив де Рібаса командувачем окремим загоном — «авангардом» — армії Івана Гудовича. Командуючи цим загоном, 14 (25) вересня 1789 взяв штурмом фортецю Хаджибей, за що 3 (14) жовтня 1789 нагороджений орденом Св. Володимира 2-го ступеня і орденом Св. Георгія 3-го ступеня і підвищений на посаді — 30 вересня (11 жовтня) 1789 прийняв командування Дніпровською гребною флотилією (пізніше перейменованої на Чорноморську веслову флотилію), яка брала участь у взятті Аккерману. 4 (15) листопада 1789 гребна флотилія взяла участь у захопленні Бендер.
7 (18) листопада 1790 взяв дунайську фортецю Тулча, а 13 (24)  листопада 1790 — Ісакчу. Крім захоплення цих османських опорних пунктів, що закривали вхід у Дунай з боку моря, флотилія де Рібаса спільно з флотилією козаків, а також посаджені на лансони десантні війська (якими, до речі, командував його брат Еммануїл), знищили значну частину османського дунайського флоту (всього близько 200 кораблів), захопили гармати, великі склади по берегах Дунаю з продовольством і військовим спорядженням, утруднюючи постачання Ізмаїла, обложеного російськими військами. За це 20 (31) грудня 1790 року нагороджений орденом Св. Георгія 2-го ступеня за особистим розпорядженням імператриці.
20 листопада (1 грудня) 1790 винищив залишки османського флоту, які ховалися під стінами Ізмаїла, опанувавши протилежним ізмаїльській фортеці островом Сулін і розмістивши на ньому артилерійські батареї, де Рібас склав план штурму Ізмаїла, схвалений Суворовим. Під час штурму 11 (22) грудня 1790 був командиром десантної колони, яка наступала з боку річки на найменш укріплені — прирічні стіни фортеці. Вже в місті де Рібас безстрашно вів переговори з османами, які ховалися в укріплених будинках — ханах, примушуючи захисників здаватися. І йому ж довелося прийняти капітуляцію всього міста від османського губернатора паші Мемеда.

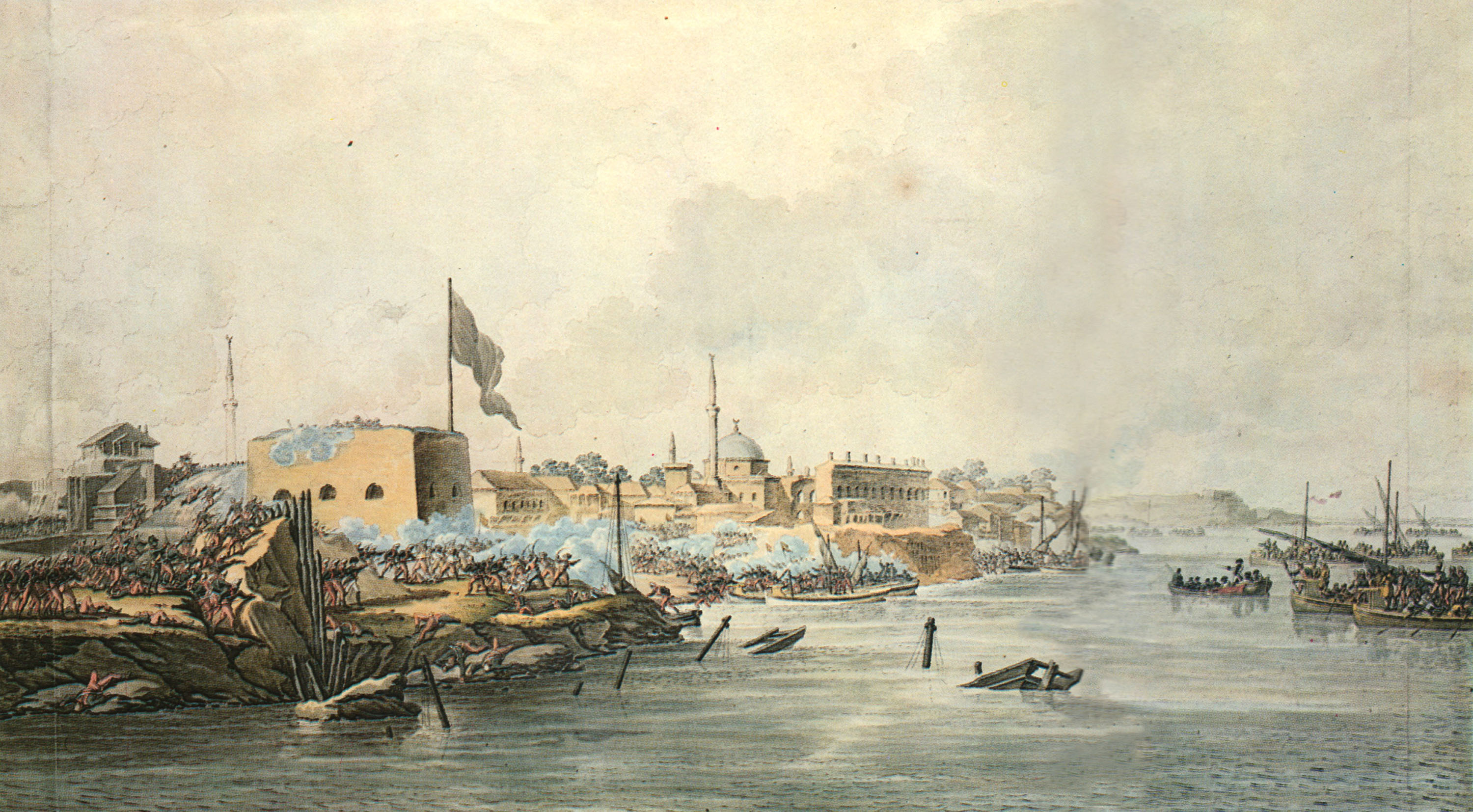
Штурм Ізмаїла

За особисту участь у взятті Ізмаїла Суворов називав де Рібаса не інакше як «дунайським героєм», а Катерина 25 березня (5 квітня) 1791 нагородила його золотою зброєю «За хоробрість» і маєтком на 800 душ селян у Могилівської губернії.
У 1791 році продовжив бойові дії на Дунаї. 29 березня (9 квітня) 1791 зайняв редут на острові Канцефан проти Галацу. 31 березня (11 квітня) 1791 брав участь у битві під Браїлою. 28 червня (9 липня) 1791 брав участь у битві при Мачіні.
У числі трьох представників з російського боку 29 грудня 1791 (9 січня 1792) підписав Ясський мирний договір. За успішне ведення переговорів з османами при укладанні миру 18 (29) березня 1792 нагороджений орденом святого Олександра Невського. Після підписання миру відвів веслову флотилію на базу в Миколаєві. 22 листопада (3 грудня) 1792 перейменований з генерал-майора на контр-адмірала.
У цей період де Рібас, за дорученням Суворова, склав загальний план завоювання Константинополя, розробив інструкцію для створення і навчання десантних військ.

### Заснування порту в Хаджибеї (Одесі) та початок розбудови міста
З укладанням з Османською імперією Ясського мирного договору Російська імперія не заспокоїлася. Багато фактів вказували на те, що Османська імперія відновлювала захоплені, але повернуті за умовами договору, фортеці на Дунаї, спішно будувала новий флот. Для охорони нового кордону, який пролягав по Дністру, було вирішено побудувати Дністровську оборонну лінію і тримати де Рібасову веслову флотилію, яка так добре зарекомендувала себе у війні на Дунаї, у постійній готовності. Російська імперія також бажала заснувати в завойованих землях порт — військовий і торговий.
Будівництво оборонної лінії почалося влітку 1793 року. Загальний нагляд за її будівництвом було доручено Суворову, а будівництво Хаджибейської фортеці — де Рібасу. Фортеці будував брабантський інженер Франц де Воллан, який служив головним військовим інженером в армії Суворова. Хаджибейську фортецю почали зводити 10 (21) червня 1793.
При виборі місця базування гребної флотилії керувалися тим, що тримати її в одному з Дніпровських портів було б занадто далеко від можливих військових дій. Пошуки зручного і безпечного місця стоянки для неї були доручені влітку того ж року де Рібасу та інженерам де Воллану і Андрію Шостаку. З'ясувалося, що зручнішого рейду, ніж Хаджибейська затока, на всьому узбережжі від Дніпра до Дністра не знайти, про що де Рібас і доповів Платону Зубову разом із клопотанням про побудову міста і порту на місці Хаджибея і плани обох, складені де Волланом. Планам де Рібаса довелося вступити в конфлікт із планами віце-адмірала Миколи Мордвинова, який клопотав про влаштування порту в районі Очакова. Перебуваючи всю зиму при дворі в Петербурзі, де Рібас діяльно просував свій Хаджибейський проєкт, і врешті-решт йому вдалося переконати імператрицю Катерину.
Такі обставини супроводжували перейменування Хаджибея на Одесу.
2 (13) вересня 1793 став віце-адміралом. У перших числах травня 1794 року до Хаджибею почали прибувати полки для гребного флоту. 27 травня (7 червня) 1794 вийшли рескрипти Катерини II про облаштування Хаджибею, де Рібас призначався головним упорядником порту і міста. У червні того ж року де Рібас був призначений і армійським начальником — шефом розквартированого в Хаджибеї Чорноморського гренадерського корпусу, себто став одночасно флотським, армійським і цивільним начальником у Хаджибеї. Створення нового міста було урочисто відзначено 22 серпня (2 вересня) 1794 закладкою фундаментів головних будівель (2 вересня і зараз відзначається в Одесі як день міста).
Де Рібас старанно опікувався дору́ченим йому будівництвом порту і міста, яке велося великою мірою силами його гребної флотилії. До кінця 1795 року багато важливих робіт були вже закінчені. Була, переважно, завершена фортеця, побудована корабельня і малий пірс. Намивні (хвилями) низькі коси, а також штучні моли. Зародилася міжнародна торгівля. У рескрипті від 4 (15) грудня 1795 року на ім'я Зубова імператриця, висловлювала подяку будівельникам та зазначала:

рос. …особливо Вице-Адмиралу де Рибасу, на попечении которого лежит главная часть тамошних крепостных и порта Одесского строений и который, усердием своим к службе Нашей, наиболее способствует к успешному течению оных…
На зими де Рібас відбував у Петербург до сім'ї, повертався до Одеси на початку літа. Останніми роками імператорства Катерини де Рібас належав до найнаближеніших до імператриці урядовців. Біограф Катерини Валишевский писав:
рос. В будни к столу ея Величества приглашалось человек двенадцать <…>, а позже, в последние годы царствования, генерал-адъютант Пассек, граф Стоганов, фрейлина Протасова, вице-адмирал де Рибас <…>, Тутомлин <…>, граф Эстергази и маркиз Ламбер.
У цей період виникли чутки, які поширювались від Мордвинова і Ростопчина про, нібито, неймовірні крадіжки де Рібасом грошей, які відпускались урядом на спорудження порту і міста. Знаменита фраза Ростопчина:
рос. То, что крадёт один только де Рибас, превышает 500 000 рублей в год
Хоча Катерина затвердила п'ятирічні витрати на будівництво в розмірі майже двох мільйонів рублів, однак за 3 роки з початку будівництва до відсторонення де Рібаса було витрачено лише близько 400 000 рублів, а де Рібас в приватному листуванні того часу постійно скаржився на обмеженість у коштах.

### Останні роки

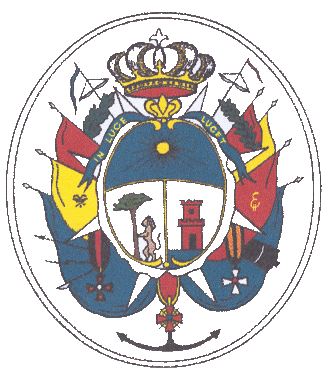
Герб Йосипа де Рібаса. Девіз роду — IN LUCE LUCET — У світлі світиться

За імператорства Павла багато що змінилося. Патрон де Рібаса князь Зубов був звільнений з посади. 26 грудня 1796 (6 січня  1797) року скасована «Комісія будови південних фортець та Одеського порту», 18 (29) грудня 1797 року Павло звільнив де Рібаса з посади командувача Чорноморським гребним флотом, призначив на це місце контр-адмірала Пустошкіна з наказом провести ревізію флоту та будівництва порту і міста. 10 (21) січня 1797 року де Рібас виїхав з Одеси до Петербургу за розпорядженням Павла. Все свідчило про те, що кар'єра де Рібаса, як і багатьох інших улюбленців Катерини, завершена. Але, всупереч очікуванням опали, вже 9 (20) лютого 1797 року де Рібас був зарахований в Адміралтейства-колегію.
2 (13) січня 1798 року призначений Генерал-кригскомісаром. На цій посаді займався скороченням казенних витрат на закупівлю провіанту, зокрема, купував продовольство безпосередньо в поміщиків у регіонах через відряджених комісіонерів, а не в посередників і перекупників. Павло був задоволений де Рібасом і його кар'єра йшла в гору: 8 (19) травня 1799 року де Рібас підвищений в адмірали, 7 (18) вересня 1799 року велінням Павла він призначений керуючим лісовим департаментом, 3 (14) грудня 1799 року нагороджений орденом Св. Іоанна Єрусалимського.
Але 1 (12) березня 1800 року його несподівано усунули від служби. Причиною називали зловживання в лісових доходах. Але вже 30 жовтня (11 листопада) 1800 року він був відновлений на службі. Йому доручили скласти план реконструкції укріплень Кронштадту. А 12 (23) листопада 1800 року призначений «доповідати у справах Адміралтейства-колегії його Імператорській Величності», тобто де Рібас стає виконувачем обов'язків «морського міністра» на час хвороби Кушелева.
Є свідчення сучасників, що де Рібас був одним з активних організаторів змови проти Павла і навіть рекомендував змовникам вдатися до «традиційних італійських засобів — отрути і кинджалу». Але імператорські милості де Рібасу в останній місяць життя імператора могли змінити його ставлення до Павла і насторожити змовників, які побоювалися, що де Рібас як фактичний президент Адміралтейства-колегії, пожалуваний іншими знаками уваги імператора, може передумати і погубити їх, видавши Павлу. Де Рібас несподівано тяжко захворів. Існує припущення, що він був отруєний графом Петром Паленом, який перебував біля ліжка хворого в ніч смерті адмірала і стежив, щоб хворий в нестямі не видав змовників.

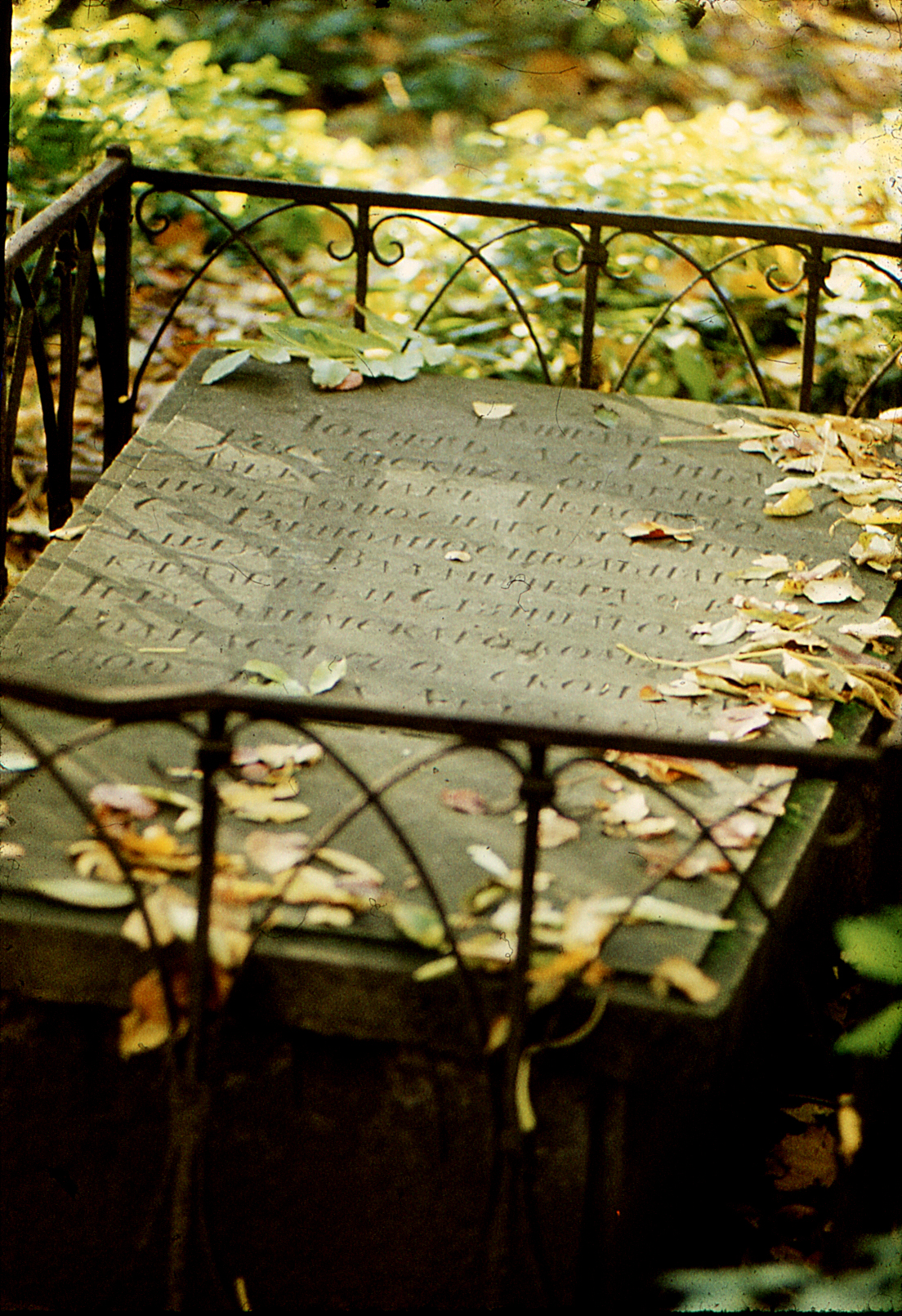
Могила де Рібаса на Смоленському лютеранському кладовищі в Санкт-Петербурзі

Де Рібас помер о п'ятій годині ранку 2 (13) грудня 1800 року. Хоча статутом ордена Св. Іоанна Єрусалимського передбачалося, що місцем поховання всіх його кавалерів буде Кам'яний острів, де Рібас похований на Смоленському кладовищі в Санкт-Петербурзі. Напис на могильній плиті свідчить:
рос. Адмирал Иосиф де Рибас, Российских орденов Александра Невского, победоносного Георгия, св. Равноапостольного князя Владимира 2 классов кавалер и св. Иоанна Иерусалимского командор, 1750—1800

## Цікаві факти
- Могила Йосипа Михайловича на Смоленському лютеранському кладовищі в Ленінграді була сплюндрована навесні 1989 року. Злодії, очевидно в пошуках цінностей, вночі розрили могилу, розкидавши її вміст і пошкодивши могильну плиту. Зусиллями небайдужих людей до кінця того ж року могила була відновлена в колишньому вигляді[17].
- У 2005—2006 роках одеська міська влада вела переговори з владою Санкт-Петербурга про перенесення могили Йосипа де Рібаса до Одеси, проте російська сторона не дала на те згоди[18].

## Увічнення пам'яті
Іменем де Рібаса названа головна вулиця Одеси — Дерибасівська. Перша назва Дерибасівської — італ. La strada Ribas — за розташуванням будинку де Рібаса, в якому потім жив його брат Фелікс де Рібас.

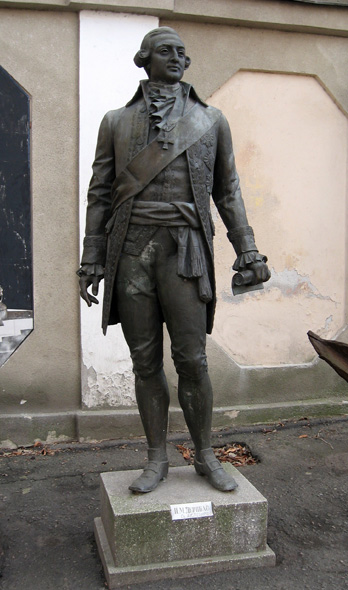
Оригінальна бронзова скульптура де Рібаса роботи Бориса Едуардса у внутрішньому дворику Одеського краєзнавчого музею
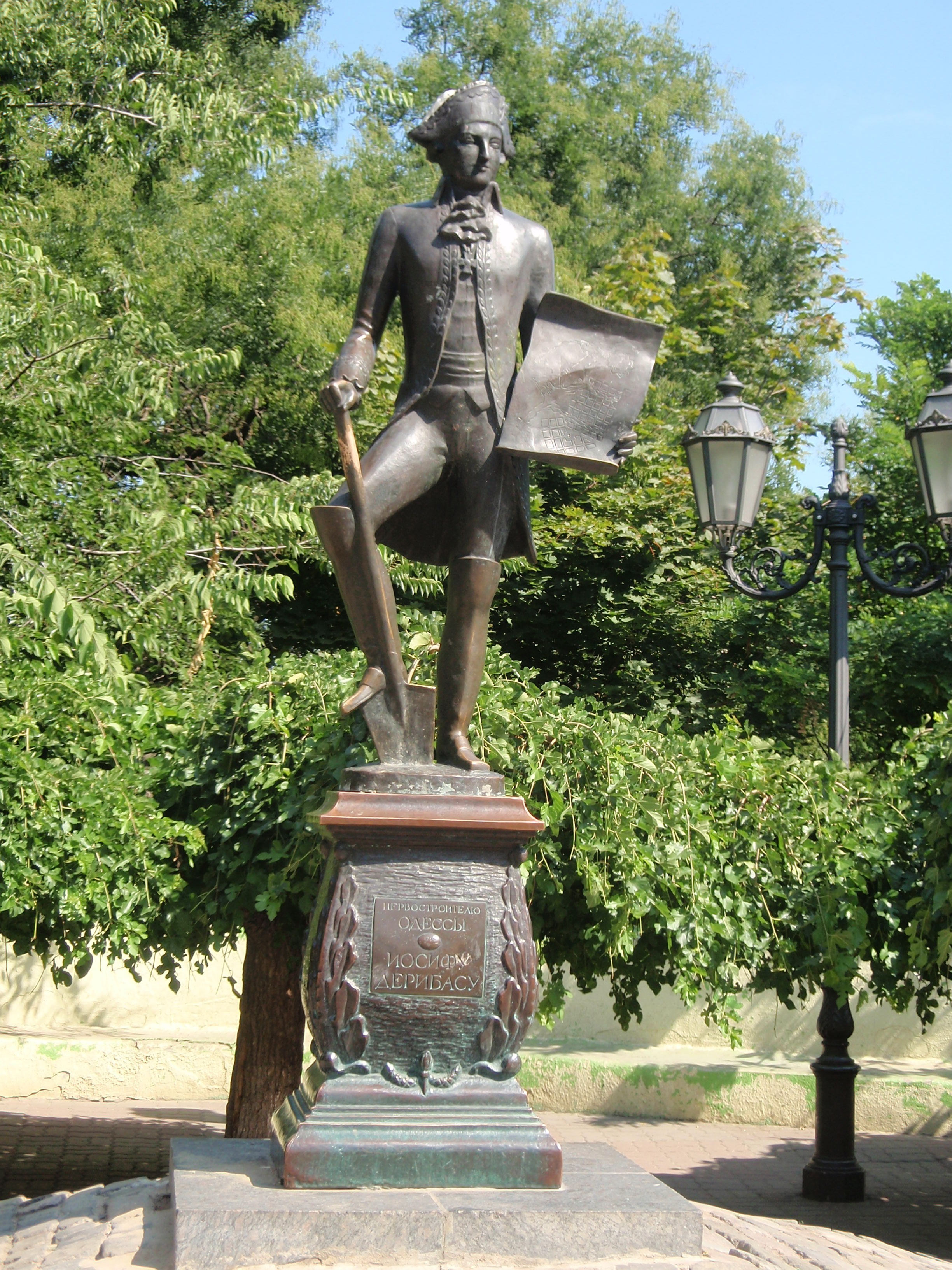
Пам'ятник Йосипу де Рібасу, встановлений до двохсотрічного ювілею Одеси
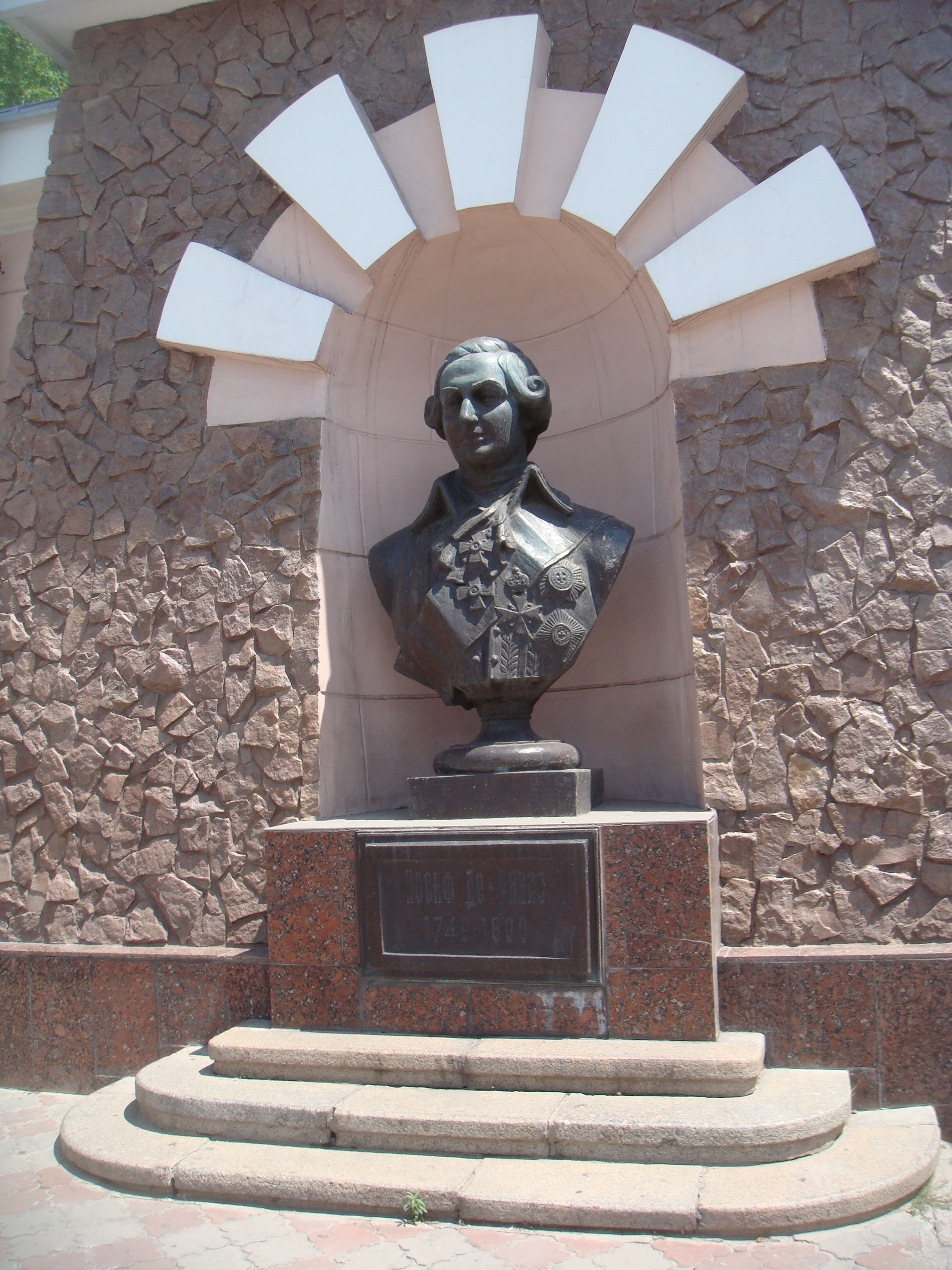
Погруддя Хосе де Рібасу на території Одеського морського порту

Перша статуя Йосипа де Рібаса в Одесі з'явилася в 1900 році, коли був відкритий Пам'ятник засновникам Одеси. Пам'ятник являв гранітну колону, на якій стояла фігура імператриці, а біля підніжжя колони з чотирьох сторін — її бронзові сподвижники, стараннями яких і виникла Одеса — Григорій Потьомкін, Платон Зубов, Франц де Воллан і Йосип де Рібас. За радянської влади пам'ятник був знищений. Однак фігури сподвижників не були втрачені, а зберігались в історико-краєзнавчому музеї. 2007 року пам'ятник Катерині, що є точною копією оригіналу, з фігурою де Рібаса, яким ми його знаємо з портрету Йоганна Лампі, був відновлений. Демонтований 2022 року.
У день 200-річчя Одеси — 2 вересня 1994 року Йосипу де Рібасу був відкритий бронзовий пам'ятник на початку вулиці Дерибасівської.